# 诺克卢福山脉

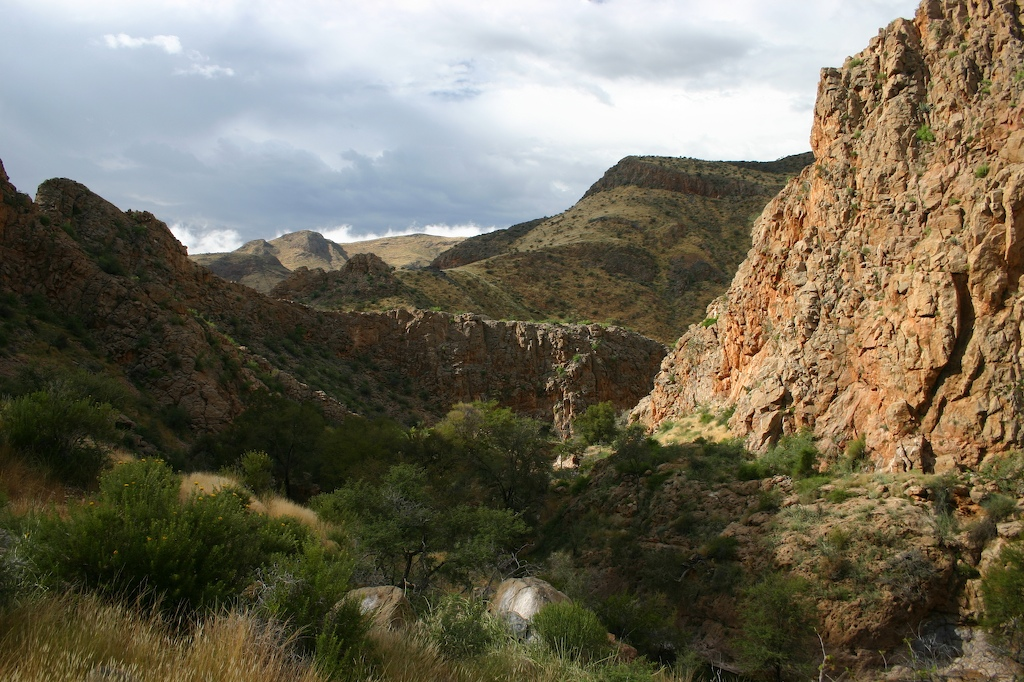

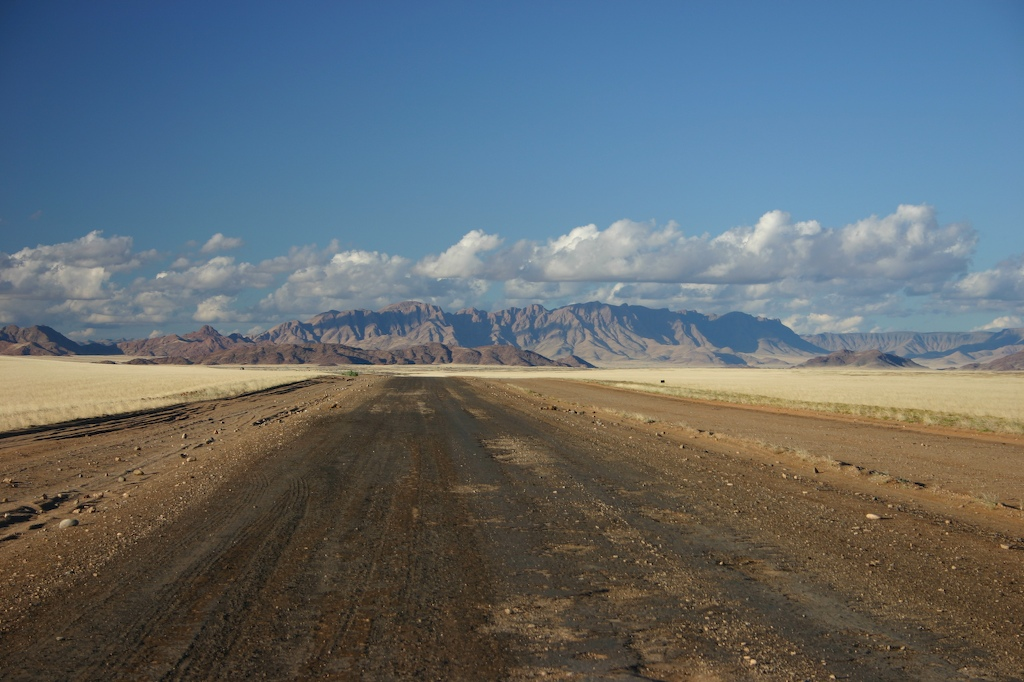

24°10′S 16°10′E / 24.167°S 16.167°E
诺克卢福山脉，又译瑙克鲁夫特山脈，是納米比亞的山脈，位於該國中部哈達普區，該山脈南部屬於納米布-諾克盧福國家公園範圍，覆蓋約850平方公里，山體在10億年前形成。